# Adieu Cuba
Pour les articles homonymes, voir The Lost City.
Pour plus de détails, voir Fiche technique et Distribution.
Adieu Cuba ou La Cité perdue (The Lost City) est un film américain réalisé par Andy García sorti en 2005.

## Synopsis
1958, Cuba. Fico Fellove est le propriétaire du très chic night-club El Trópico. Le pays est alors en pleine transition entre la dictature de Fulgencio Batista et le régime communiste de Fidel Castro. L'arrivée au pouvoir de ce dernier va entraîner l’exil de Fico vers New York.

## Fiche technique
Sauf indication contraire, les informations mentionnées dans cette section peuvent être confirmées par la base de données cinématographiques IMDb,  présente dans la section « Liens externes ».
- Titre : Adieu Cuba
- Titre québécois : La Cité perdue
- Titre original : The Lost City
- Réalisation : Andy García
- Scénario : Guillermo Cabrera Infante avec la participation non créditée de D. Daniel Vujic
- Musique originale : Andy García
- Montage : Christopher Cibelli
- Photographie : Emmanuel Kadosh
- Montage : Christopher Cibelli
- Production : Lorenzo O'Brien et Joseph Drago
- Distribution : Lions Gate Films (États-Unis), Metropolitan Filmexport (France)
- Langues originales : anglais, espagnol
- Durée : 144 minutes
- Dates de sortie : 
  - États-Unis : 3 septembre 2005
  - France : 9 août 2006

## Distribution
- Andy García (VF : Edgar Givry ; VQ : Jean-Luc Montminy) : Fico Fellove
- Danny Pino : Alberto Mora
- Nestor Carbonell (VF : Yann Guillemot ; VQ : Gilbert Lachance) : Luis Fellove
- Inés Sastre (VF : Catherine Hamilty) : Aurora Fellove
- Tomás Milián (VF : Michel Ruhl) : Don Federico Fellove
- Millie Perkins : Doña Cecilia Fellove
- Richard Bradford (VF : Vincent Grass) : Don Donoso Fellove
- Enrique Murciano (VF : Yann Guillemot) : Ricardo Fellove
- Dominik García-Lorido : Mercedes Fellove
- Victor Rivers : El Indio
- Amelia Vega : Minerva
- Julio Oscar Mechoso (VQ : Luis de Cespedes) : le colonel Candela
- Tony Plana : The Emcee
- Steven Bauer : le capitaine Castel
- Dustin Hoffman (VF : Jean-Jacques Moreau ; VQ : Guy Nadon) : Meyer Lansky
- Jsu Garcia (VF : Mathieu Buscatto) : Ernesto « Che » Guevara
- Bill Murray (VF : Bernard Métraux) (VQ : Marc Bellier) : l'écrivain

Sources et légende : Version française (VF) sur  RS Doublage et Voxofilm